# Transmisor de Belmont

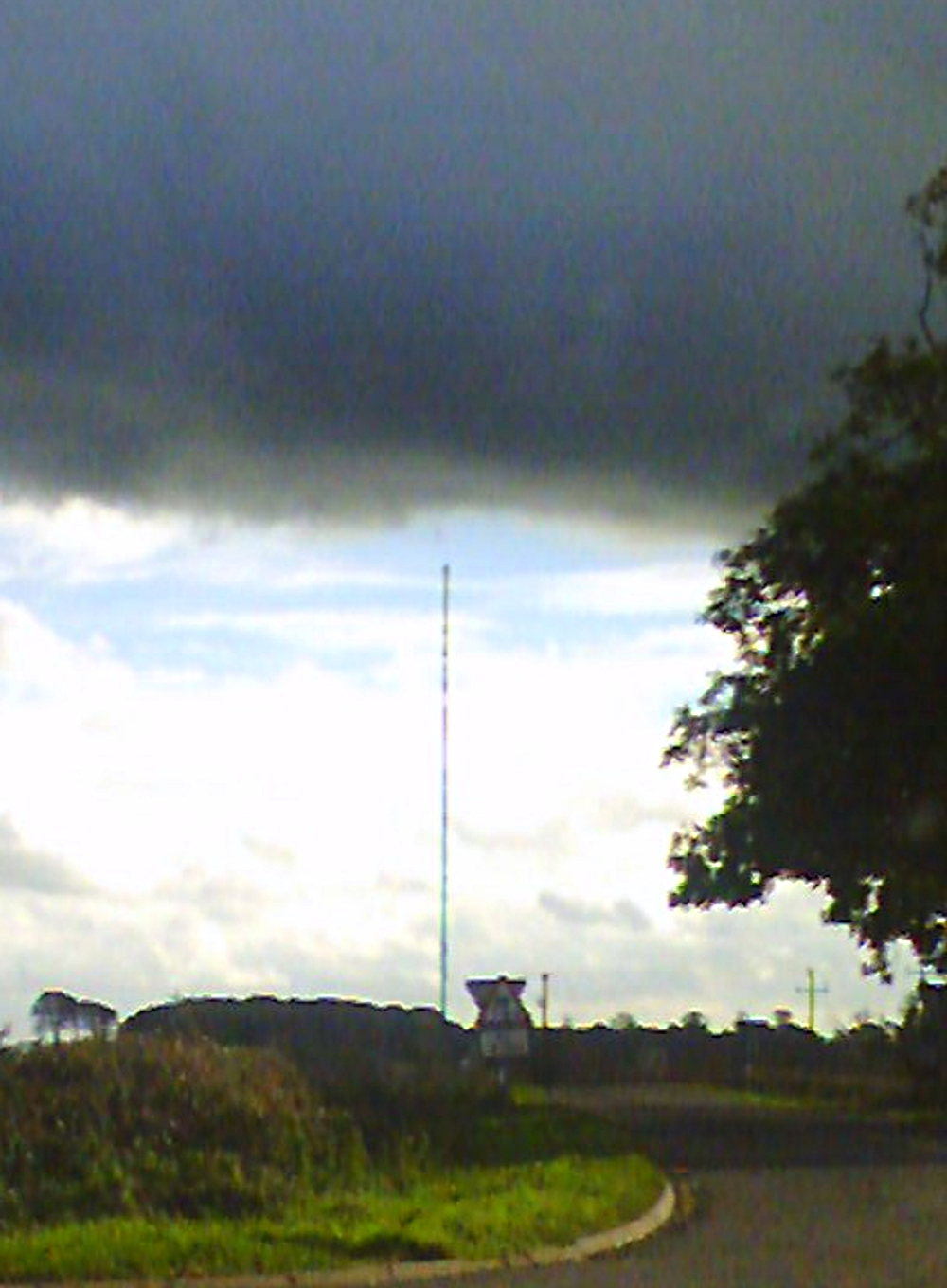
El Transmisor de Belmont

El transmisor de Belmont es una torre de televisión y radio, situado cerca de la aldea de Donington on Bain, cerca del mercado Rasen y Louth en Lincolnshire, Inglaterra. Con 385 m, es la estructura más alta del Reino Unido y lo fue de la Unión Europea hasta el Brexit, siéndolo ahora la Torreta de Guardamar. Entró en servicio en diciembre de 1965.
Una torre idéntica fue construida en 1964 en Emley, pero se derrumbó debido a fuertes heladas y vendavales en 1969. En 1967 un equipo meteorológico fue agregado al mástil, ampliando su altura hasta 388 m.
Actualmente se utiliza para difundir señales de televisión análógica y digital y de radio en la región de Lincolnshire (Nottinghamshire del norte).